# Braunsapis reversa
Braunsapis reversa är en biart som först beskrevs av Cockerell 1916.  Braunsapis reversa ingår i släktet Braunsapis och familjen långtungebin. Inga underarter finns listade.